# Blå blyrod
Blå blyrod eller kapblyrod (Plumbago auriculata) er en løvfældende busk med en nedliggende til klatrende vækst. På grund af dens blomstring med talrige, lyseblå blomster bliver den dyrket en del som sommerblomst. Alle dele af planten er giftige for mennesker.

## Beskrivelse
Blå blyrod er en løvfældende busk med en nedliggende til opstigende eller klatrende vækstform. Barken er først lysegrøn og hårløs, men senere bliver den grågrøn. Knopperne er spredt stillede, lysegrønne og spidse. Bladene er kortstilkede, elliptiske til spatelformede og helrandede. Begge bladsider er lysegrønne. 
Blomstringen varer fra juni til september, hvor man finder blomsterne samlet i endestillede stande. De enkelte blomster er regelmæssige og 5-tallige med sammenvokset kronrør og lyseblå kronblade. Frugterne er femrummede kapsler med mange frø.
Rodsystemet er fint forgrenet og vidt udbredt. 
Højde x bredde og årlig tilvækst: 2,00 x 3,00 m (40 x 50 cm/år). Da planten ikke overvintrer i Danmark, opnår den betydeligt mindre størrelse her.

## Hjemsted
Blå blyrod hører hjemme i Kaplandet i den sydligste del af Afrika. Her vokser den i tørre krat og skovbryn. 
I dalene langs Bushmans-, Kariega-, Assegaai-, Blaaukrantz- og Kowiefloderne, som findes i den østlige del af Kapprovinsen, vokser arten i tætte krat sammen med bl.a. Asparagus racemosus (en art af asparges), Capparis sepiaria (en art af Kapers-slægten), Commiphora harveyi (en art af myrratræ), Euphorbia grandidens (en art af vortemælk), halskæderanke, hængepelargonie, Panicum deustum (en art af hirse), paradisfugl, semperfi og Senecio radicans (en art af brandbæger)
| Portal | Portal:Botanik |

## Note
1. ↑  Tony Palmer: Vegetation of Makana (Webside ikke længere tilgængelig) – en overordnet gennemgang af Makana-områdets vegetationstyper ((engelsk))